# Kenneth Thomson
Kenneth Thomson foi um empresário canadense. Segundo a revista Forbes esteve em nono lugar na lista dos mais ricos do mundo com uma fortuna de 19,6 bilhões de dólares.